# (642) Clara
Pour les articles homonymes, voir Clara.
(642) Clara est un astéroïde de la ceinture principale découvert le 8 septembre 1907 par l'astronome allemand Max Wolf. Sa désignation provisoire était 1907 ZY.